# Beast (pel·lícula)
Beast és una pel·lícula de terror d'acció de supervivència del 2022 dirigida per Baltasar Kormákur a partir d'un guió de Ryan Engle, basada en una història de Jaime Primak Sullivan. És protagonitzada per Idris Elba, Iyana Halley, Leah Sava Jeffries i Sharlto Copley. Segueix un pare vidu i les seves dues filles adolescents que visiten una reserva de caça de Sud-àfrica, però han de lluitar per sobreviure quan són perseguits i atacats per un lleó ferotge.
Beast es va estrenar als Estats Units el 19 d'agost de 2022 per Universal Pictures. Va recaptar 59 milions de dòlars a tot el món amb un pressupost de 36 milions de dòlars i va rebre crítiques mixtes i positives de la crítica. Ha estat subtitulada al català.

## Repartiment
- Idris Elba com el doctor Nate Samuels, un pare vidu
- Iyana Halley com a Meredith "Mare" Samuels, la filla gran de Nate, que és rebel i argumentativa
- Leah Sava Jeffries com a Norah Samuels, la filla menor de Nate, que és més sensible
- Sharlto Copley com a Martin Battles, un biòleg de la vida salvatge que és el vell amic d'en Nate.

## Producció
El setembre de 2020, es va anunciar que Idris Elba protagonitzaria una nova pel·lícula d'Universal Pictures titulada Beast, basada en una idea original de Jaime Primak-Sullivan i dirigida per Baltasar Kormákur. El juny de 2021, Sharlto Copley, Iyana Halley i Leah Sava Jeffries es van unir al repartiment.
El rodatge va començar l'1 de juny de 2021 a Sud-àfrica i va durar 10 setmanes. El tiroteig es va produir a les províncies rurals de Namíbia.
Steven Price va componsar la banda sonora de la pel·lícula.